# سامية خضر صالح
سامية خضر صالح (28 يناير 1948) عالمة اجتماع وكاتبة وأكاديمية مصرية.

## سيرتها
ولدت سامية خضر صالح في 28 يناير 1948. حصلت على ليسانس اجتماع وفلسفة من كلية البنات جامعة عين شمس 1970، ماجستير عن تغيب المرأة العاملة وأثره على الكفاية الإنتاجية للمصنع 1983. دكتوراة عن المشاركة السياسية للمرأة المصرية 1986، أستاذ زائر بالمملكة العربية السعودية 1989 وأستاذ زائر باليابان 1995.

عملت مراسلة سياسية لأخبار اليوم من باريس 1979. لها مجموعات قصصية منشورة عرض بعضها في الإذاعة والتلفزيون ومؤلفات في مجال المرأة والسياسة والبيئة والشباب. أعدت العديد من برامج الإذاعة والتليفزيون بالعربية والفرنسية. عضو مجلس إدارة خريجات القاهرة ومجلس إدارة الجمعية الإعلامية لحماية المستهلك واتحاد الكتاب والكاتبات المصرية.

## مؤلفاتها
لها كثير من مؤلفات في مجالها الأكاديمي:
- تغيب المرأة العاملة وأثره في الكفاية الإنتاجية ؛دراسة سوسيولوجية في محافظة القاهرة: ماجستير، جامعة عين شمس: كلية الآداب، 1983.
- المشاركة السياسية للمرأة وقوى التغير الاجتماعي:رسالة دكتوراه، 1989.
- التنشئة السياسية للنشئ : دراسة تطبيقية على تلاميذ الصف الثاني الإعدادي: 1989.
- صورة المرأة في ثقافة الشباب : دراسة تطبيقية على عينة من طلبة وطالبات كلية التربية: 1990.
- البطالة بين الشباب حديثي التخرج : العوامل، الآثار، العلاج وعلاقتها بالزيادة السكانية: 1992.

في الأدب :
- لحظات عمر هاربة : قصص.

## وصلات خارجية
- مابين الديمقراطية وامتهان آدمية الإنسان (27 مايو 2004)